# Grand Prix Španělska 2025
Grand Prix Španělska 2025 (oficiálně Formula 1 Aramco Gran Premio de España 2025) se jela na okruhu Circuit de Catalunya v Montmeló ve Španělsku dne 1. června 2025. Závod byl devátým v pořadí v sezóně 2025 šampionátu Formule 1.

## Kvalifikace
Kvalifikace se uskutečnila 31. května 2025 v 16:00 místního času (UTC+2).
| Poř.                        | Č. | Jezdec                | Konstruktér                  | Časy v kvalifikaci | Časy v kvalifikaci | Časy v kvalifikaci | Pořadí na startu |
| Poř.                        | Č. | Jezdec                | Konstruktér                  | Q1                 | Q2                 | Q3                 | Pořadí na startu |
| --------------------------- | -- | --------------------- | ---------------------------- | ------------------ | ------------------ | ------------------ | ---------------- |
| 1                           | 81 | Oscar Piastri         | McLaren-Mercedes             | 1:12.551           | 1:11.998           | 1:11.546           | 1                |
| 2                           | 4  | Lando Norris          | McLaren-Mercedes             | 1:12.799           | 1:12.056           | 1:11.755           | 2                |
| 3                           | 1  | Max Verstappen        | Red Bull Racing-Honda RBPT   | 1:12.798           | 1:12.358           | 1:11.848           | 3                |
| 4                           | 63 | George Russell        | Mercedes                     | 1:12.806           | 1:12.407           | 1:11.848           | 4                |
| 5                           | 44 | Lewis Hamilton        | Ferrari                      | 1:13.058           | 1:12.447           | 1:12.045           | 5                |
| 6                           | 12 | Andrea Kimi Antonelli | Mercedes                     | 1:12.815           | 1:12.585           | 1:12.111           | 6                |
| 7                           | 16 | Charles Leclerc       | Ferrari                      | 1:13.014           | 1:12.495           | 1:12.131           | 7                |
| 8                           | 10 | Pierre Gasly          | Alpine-Renault               | 1:13.081           | 1:12.611           | 1:12.199           | 8                |
| 9                           | 6  | Isack Hadjar          | Racing Bulls-Honda RBPT      | 1:13.139           | 1:12.461           | 1:12.252           | 9                |
| 10                          | 14 | Fernando Alonso       | Aston Martin Aramco-Mercedes | 1:13.102           | 1:12.523           | 1:12.284           | 10               |
| 11                          | 23 | Alexander Albon       | Williams-Mercedes            | 1:13.044           | 1:12.641           |                    | 11               |
| 12                          | 5  | Gabriel Bortoleto     | Kick Sauber-Ferrari          | 1:13.045           | 1:12.756           |                    | 12               |
| 13                          | 30 | Liam Lawson           | Racing Bulls-Honda RBPT      | 1:13.039           | 1:12.763           |                    | 13               |
| 14                          | 18 | Lance Stroll          | Aston Martin Aramco-Mercedes | 1:13.038           | 1:13.058           |                    | —                |
| 15                          | 87 | Oliver Bearman        | Haas-Ferrari                 | 1:13.074           | 1:13.315           |                    | 14               |
| 16                          | 27 | Nico Hülkenberg       | Kick Sauber-Ferrari          | 1:13.190           |                    |                    | 15               |
| 17                          | 31 | Esteban Ocon          | Haas-Ferrari                 | 1:13.201           |                    |                    | 16               |
| 18                          | 55 | Carlos Sainz Jr.      | Williams-Mercedes            | 1:13.203           |                    |                    | 17               |
| 19                          | 43 | Franco Colapinto      | Alpine-Renault               | 1:13.334           |                    |                    | 18               |
| 20                          | 22 | Júki Cunoda           | Red Bull Racing-Honda RBPT   | 1:13.385           |                    |                    | PL               |
| 107 % času vítěze: 1:17.629 |    |                       |                              |                    |                    |                    |                  |
| Zdroj:                      |    |                       |                              |                    |                    |                    |                  |

Poznámky
1. 1 2  Max Verstappen a George Russell v Q3 stanovili identický čas. Verstappen se kvalifikoval před Russellem, jelikož svůj čas zajel dříve.
2. ↑  Lance Stroll se kvalifikoval jako 14., ze závodu ale odstoupil kvůli bolesti ruky. Jezdci za ním se díky tomu posunuli o jedno místo dopředu.
3. ↑  Júki Cunoda se kvalifikoval jako 20., odstartovat ale musel z boxů, jelikož byl jeho monopost upravován během parc fermé.

## Závod
Závod se uskutečnil 1. června 2025 v 15:00 místního času (UTC+2).
| Poř.   | No. | Jezdec                | Konstruktér                  | Počet kol | Čas/Odstoupení  | Start | Body |
| ------ | --- | --------------------- | ---------------------------- | --------- | --------------- | ----- | ---- |
| 1      | 81  | Oscar Piastri         | McLaren-Mercedes             | 66        | 1:32:57.375     | 1     | 25   |
| 2      | 4   | Lando Norris          | McLaren-Mercedes             | 66        | +2.471          | 2     | 18   |
| 3      | 16  | Charles Leclerc       | Ferrari                      | 66        | +10.455         | 7     | 15   |
| 4      | 63  | George Russell        | Mercedes                     | 66        | +11.359         | 4     | 12   |
| 5      | 27  | Nico Hülkenberg       | Kick Sauber-Ferrari          | 66        | +13.648         | 15    | 10   |
| 6      | 44  | Lewis Hamilton        | Ferrari                      | 66        | +15.508         | 5     | 8    |
| 7      | 6   | Isack Hadjar          | Racing Bulls-Honda RBPT      | 66        | +16.022         | 9     | 6    |
| 8      | 10  | Pierre Gasly          | Alpine-Renault               | 66        | +17.882         | 8     | 4    |
| 9      | 14  | Fernando Alonso       | Aston Martin Aramco-Mercedes | 66        | +21.564         | 10    | 2    |
| 10     | 1   | Max Verstappen        | Red Bull Racing-Honda RBPT   | 66        | +21.826         | 3     | 1    |
| 11     | 30  | Liam Lawson           | Racing Bulls-Honda RBPT      | 66        | +25.532         | 13    |      |
| 12     | 5   | Gabriel Bortoleto     | Kick Sauber-Ferrari          | 66        | +25.996         | 12    |      |
| 13     | 22  | Júki Cunoda           | Red Bull Racing-Honda RBPT   | 66        | +28.822         | PL    |      |
| 14     | 55  | Carlos Sainz Jr.      | Williams-Mercedes            | 66        | +29.309         | 17    |      |
| 15     | 43  | Franco Colapinto      | Alpine-Renault               | 66        | +31.381         | 18    |      |
| 16     | 31  | Esteban Ocon          | Haas-Ferrari                 | 66        | +32.197         | 16    |      |
| 17     | 87  | Oliver Bearman        | Haas-Ferrari                 | 66        | +37.065         | 14    |      |
| Ret    | 12  | Andrea Kimi Antonelli | Mercedes                     | 53        | Motor           | 6     |      |
| Ret    | 23  | Alexander Albon       | Williams-Mercedes            | 27        | Následky nehody | 11    |      |
| WD     | 18  | Lance Stroll          | Aston Martin Aramco-Mercedes | 0         | Zranění         | —     |      |
| Zdroj: |     |                       |                              |           |                 |       |      |

Poznámky
1. ↑  Max Verstappen skončil 5., obdržel ale penalizaci 10 sekund za kolizi s Georgem Russellem.
2. ↑  Oliver Bearman skončil 13., obdržel ale penalizaci 10 sekund za opuštění trati a získání výhody.
3. ↑  Lance Stroll ze závodu odstoupil kvůli bolesti ruky.

## Průběžné pořadí po závodě
|        | Pořadí | Jezdec          | Body |
| ------ | ------ | --------------- | ---- |
|        | 1      | Oscar Piastri   | 186  |
|        | 2      | Lando Norris    | 176  |
|        | 3      | Max Verstappen  | 137  |
|        | 4      | George Russell  | 111  |
|        | 5      | Charles Leclerc | 94   |
| Zdroj: |        |                 |      |

|        | Pořadí | Konstruktér                | Body |
| ------ | ------ | -------------------------- | ---- |
|        | 1      | McLaren-Mercedes           | 362  |
| 2      | 2      | Ferrari                    | 165  |
| 1      | 3      | Mercedes                   | 159  |
| 1      | 4      | Red Bull Racing-Honda RBPT | 144  |
|        | 5      | Williams-Mercedes          | 54   |
| Zdroj: |        |                            |      |